# Ignition (àlbum)
|  | Aquest article tracta sobre l'àlbum musical. Si cerqueu videojoc, vegeu «Ignition». |

Ignition és el segon disc d'estudi de la banda californiana de punk rock The Offspring. Fou publicat el 16 d'octubre de 1992 per Epitaph Records amb la producció de Thom Wilson. Aquest treball va proporcionar al grup un cert èxit a Califòrnia i va començar a créixer el seu nombre de seguidors.

## Informació
L'any 1991, The Offspring es va unir al productor Thom Wilson per enregistrar l'EP Baghdad. Amb aquest treball van aconseguir entrar al segell Epitaph Records, ja que fins al moment no havien convençut Brett Gurewitz per formar-hi part. L'èxit aconseguit els va permetre enregistrar un nou àlbum d'estudi, procés realitzat als estudis Westbeach Recorders i Track Record durant el juny de 1992. Algunes de les cançons eren versions actualitzades de cançons ja publicades en l'EP Baghdad.
El senzill promocional fou "Kick Him When He's Down" el 1995. Posteriorment, fou un dels pocs senzills de la banda que no inclogueren en el seu àlbum Greatest Hits.
La cançó "Dirty Magic" fou regravada l'any 2012 per ser inclosa en el seu novè àlbum d'estudi, Days Go By.
L'àlbum fou publicat el 16 d'octubre de 1992 però va tenir poc ressò al sud de Califòrnia, la seva zona natal i per on feien concerts. Paradoxalment, a nivell mundial superaren el milió de vendes i posteriorment seria certificat com a disc d'or, en part gràcies a l'èxit del seu posterior treball Smash.

## Llista de cançons
Totes les cançons foren escrites i compostes per The Offspring, excepte les indicades. 
| Núm.          | Títol                                                      | Durada |
| ------------- | ---------------------------------------------------------- | ------ |
| 1.            | «Session» (The Offspring, Kristine Luna i Jill Eckhaus)    | 2:32   |
| 2.            | «We Are One»                                               | 3:59   |
| 3.            | «Kick Him When He's Down»                                  | 3:16   |
| 4.            | «Take It Like a Man»                                       | 2:55   |
| 5.            | «Get It Right»                                             | 3:06   |
| 6.            | «Dirty Magic»                                              | 3:48   |
| 7.            | «Hypodermic»                                               | 3:21   |
| 8.            | «Burn It Up»                                               | 2:42   |
| 9.            | «No Hero»                                                  | 3:22   |
| 10.           | «L.A.P.D.»                                                 | 2:45   |
| 11.           | «Nothing from Something» (The Offspring i Marvin Fergusen) | 3:00   |
| 12.           | «Forever and a Day»                                        | 2:37   |
| Durada total: | Durada total:                                              | 37:23  |

## Personal
- Dexter Holland − Cantant, guitarra rítmica
- Noodles − Guitarra, veus addicionals a "Blackball"
- Greg K. − Baix, veus addicionals a "Blackball"
- Ron Welty − Bateria

### Altres
- Enregistrat i remesclat per Thom Wilson a Westbeach Recorders, Hollywood (Estats Units).
- Enregistrat i remesclat per Ken Paulakovich a Track Record, North Hollywood (Estats Units).
- Producció: Thom Wilson
- Enginyeria: Donnell Cameron i Joe Peccerillo
- Masterització: Eddie Schreyer